# Матвеев, Николай Прохорович
Никола́й Про́хорович Матве́ев (Матвеев-Кали́нин) (1 декабря 1869, с. Аутка, Таврической Губернии — ?) — российский архитектор, работавший в Москве в стиле модерн.

## Биография
Н. П. Матвеев учился в частном реальном училище Воскресенского. С 1885 года учился в Московском училище живописи, ваяния и зодчества, которое окончил в 1897 году со званием неклассного художника архитектуры. Зодчий имел довольно большую практику в среде застройщиков среднего достатка. В 1906 году переделал главы церкви села Озерецкого Дмитровского уезда. Построил большое количество малоэтажных домов в Мещанской и Сущёвской частях Москвы. Судьба архитектора после 1910 года неизвестна.

## Постройки в Москве
- Доходный дом А. Е. Альберт (1900, Варсонофьевский переулок, 4), совместно с инженером В. Е. Дубовским, ценный градоформирующий объект[2];
- Надстройка дома (1901, Арбат, 38), заявленный объект культурного наследия[2];
- Доходный дом (1901, Большая Серпуховская улица, 19/37), ценный градоформирующий объект[2];
- Доходный дом А. Ф. Чулкова (Гимназия Самгиной) (1903, Проспект Мира, 19);
- Доходный дом А. Н. Монигетти (1903, Фурманный переулок, 18);
- Доходный дом Р. М. Михельсон (1905, Ленинградский проспект, 42).